# Карл Фридрих II (Вюртемберг-Оелс)
Карл Фридрих II фон Вюртемберг-Оелс (на немски: Karl Friedrich II von Württemberg-Oels; * 7 февруари 1690, Мерзебург; † 14 декември 1761, Оелс/Олешница) от Дом Вюртемберг (Линия Вайлтинген), е херцог на Вюртемберг-Оелс-Юлиусбург (1704 – 1744) и регент на Херцогство Вюртемберг.

## Биография
Той е син на херцог Кристиан Улрих I фон Вюртемберг-Оелс (1652 – 1704) и втората му съпруга принцеса Сибила Мария фон Саксония-Мерзебург (1667 – 1693), дъщеря на херцог Кристиан I фон Саксония-Мерзебург (1615 – 1691) и Кристиана фон Шлезвиг-Холщайн-Зондербург-Глюксбург (1634 – 1701). По-голям брат е на Кристиан Улрих II (1691 – 1734), херцог на Вюртемберг-Вилхелминенорт.
При смъртта на баща му той е още малолетен и първо е под опекунство, обявен е за пълнолетен през 1707 г.
Карл Фридрих II се жени на 21 април 1709 г. в Щутгарт за Сибила Шарлота Юлиана (* 14 ноември 1690, Вайлтинген; † 30 октомври 1735, Сибиленорт), дъщеря на херцог Фридрих Фердинанд фон Вюртемберг-Вайлтинген (1654 – 1705) и Елизабет фон Вюртемберг-Монбеляр/Мьомпелгард (1665 – 1726). Те нямат деца.
От 1738 г. Карл Фридрих е опекун на херцог Карл Евгений фон Вюртемберг и избран регент на Херцогство Вюртемберг. Така той последва херцог Карл Рудолф фон Вюртемберг-Нойенщат, който по старост се отказва от службата си. През това време през 1740 г. избухва Австрийската наследствена война. Той, както и последниците му, не участва в тази война. По времето на регентството на Фридрих държавното управление се подобрява. В опекунското управление участват и Георг Бернхард Билфингер, Йохан Еберхард Георгии и Фридрих Август фон Харденберг.
През 1744 г. херцог Карл Евгений фон Вюртемберг е обявен за пълнолетен на 16 години от император Карл VII, с което свършва работата на Карл Фридрих като администратор във Вюртемберг.
През 1744 г. Карл Фридрих се отказва от управлението в Оелс в полза на племенника му Карл Кристиан Ердман, син на по-малкия му брат херцог Кристиан Улрих II. Той живее след това в Мендзибуж (Медзибор) и накрая в Оелс (Олешница), където умира на 72 години.